# Chersotis signata
Chersotis signata là một loài bướm đêm trong họ Noctuidae.